# Lady Marmalade
«Lady Marmalade» (с англ. — «Леди Мармелад») — песня 1974 года, впервые записанная известной девичьей группой Labelle. Продюсером песни стал Аллен Туссэн, и «Lady Marmalade» заняла первое место в чартах уже на следующий год. Будучи одним из старых фанковых хитов, песня известна сексуальными намёками в припеве «Хочешь провести со мной ночь сегодня?». Песня занимала первую строчку в Billboard Hot 100 singles chart в США одну неделю. Версия Labelle «Lady Marmalade» занесена в Grammy Hall of Fame в 2003 году.
«Lady Marmalade» написана Бобом Кру (соавтором многих хитов The Four Seasons) и Кенни Нолан. Песня родилась из воспоминаний Кру о жизни в Новом Орлеане. Впервые композицию записала группа Нолана Eleventh Hour в 1974 и она вышла на виниле Eleventh Hour’s Greatest Hits, а затем продюсер Labelle Аллен Туссэн решил сделать её главным треком к новому альбому Nightbirds. Музыкальное сопровождение записали The Meters.
За все время существования многие артисты создали кавер-версии на эту песню: В 1998 версия девичьей группы All Saints впервые поднялась на верхние строчки чарта UK Singles Chart; версия 2001 года певиц Кристины Агилеры, Lil’ Kim, Mya, и Пинк, записанная в качестве одного из саундтреков к фильму Moulin Rouge!. Мисси Эллиотт выступила в качестве продюсера, инструментальные партии были записаны в сотрудничестве с хип-хоп продюсером Rockwilder. Трек микшировал Дэйв «Хард Драйв» Пенсадо. Данная версия была хитом номер один в Billboard Hot 100 в США 5 недель: с 27 мая по 30 июня 2001 года. Версия Moulin Rouge! песни «Lady Marmalade» была также хитом номер один в Австралии, представив песню новому поколению американских музыкальных слушателей. Агилера, Lil’ Kim, Mya и Пинк получили за песню престижную музыкальную премию Грэмми в номинации «Лучшее совместное вокальное поп-исполнение».
В 2004 году оригинальная версия LaBelle песни «Lady Marmalade» заняла 479 место в списке Rolling Stone 500 величайших песен всех времён по версии журнала Rolling Stone.
В Великобритании песня была исполнена на нескольких шоу талантов, таких, как The X Factor, где её спела Леона Льюис, и на Евровидение: Вы нужны вашей стране её исполнила Джейд Юэн, однако в версиях обеих певиц слова «voulez-vous coucher avec moi (ce soir)?» заменены на «voulez-vous chanter avec moi (ce soir)?» (ты хочешь спеть со мной (сегодня ночью)?).

## Оригинальная версия Labelle
Песня записана ведущей вокалисткой группы Патти ЛаБелль в сопровождении с членами группы Ноной Хендрикс и Сарой Дэш, повествует историю о креолке, известной как «Леди Мармелад», соблазняющей парня, которого она встретила на улице Нью-Орлеана, Луизиана. Хотя мужчина ушёл от авантюры, у него остались яркие воспоминания о встрече. Припев песни «Voulez-vous coucher avec moi?», означает «Хотите переспать со мной?» на французском — похабное приглашение к половому акту. Та же строчка появилась ранее в пьесе Трамвай «Желание», пришедшая от неразборчивой Бланш Дюбуа.
«Lady Marmalade» стал хитом номер один одну неделю в Billboard Hot 100 singles chart в США в начале весны 1975 года, и был на первом месте в чарте Billboard Top Soul Singles. Вместе с треком «What Can I Do For You?», «Lady Marmalade» достигла пика на 7 строке в диско/данс чартах. Сингл также находился в чарте на 17 строке в Великобритании. «Lady Marmalade» сместил другую компизицию Кру/Нолана — песню Фрэнки Валли «My Eyes Adored You», став синглом номер один в Billboard Hot 100. Это была третья командная работа Кру и Нолана в истории Billboard (после Леннона-Маккартни и Холланд — Дозьер — Холланд), сместившую саму себя с первого места.
Успех сингла на дискотеках вдохновил Labelle применить более электрический, фанкаделический образ для следующего альбома Phoenix. Однако у группы не было другого хита топ-40 после «Lady Marmalade» и она распалась в 1976 году. Патти ЛаБелль ушла, чтобы сделать успешную сольную карьеру на лейбле Epic Records, принадлежащем CBS Records, и позже с Philadelphia International Records и MCA Records. Также в 1975 году Нанетт Воркман записала французскую версию, которая стала очень популярной в Канаде (Quebec).
Впервые песня перепета Шейлой Э. в альбоме Sex Cymbal (1991 г.) в ориентированной на джаз интерпретации, с трубами в качестве центрального элемента. В 1995 году диско-группа Boogie Knights перепела «Lady Marmalade» с лидером группы Джеффом Скоттом Сото. В 1999 году песня перепета техно-группой Lords Of Acid в качестве бонусного трека в ремиксованном альбоме Expand Your Head. Песня — не часть официального трек-листа на CD, однако Дак Мервил сделал вторую французскую версию песни.
Затем песня участвовала в телесериале Ангел, исполненная актёром Энди Халлетт и выпущена на саундтреке в 2005 году.
Версия песни Labelle появилась в нескольких фильмах, включая: Путь Карлито, Долгий Поцелуй На Ночь, Дик и Лестница Иакова. В марте 2008 Comcast начал использовать песню и её «все больше, больше, больше» припев, чтобы продвинуть сервис «On Demand» — в рекламе также была участвовала строка «voulez-vous» в конце.
Маловероятно слова «Lady Marmalade» были спеты на мотив Песни Тореадора из Кармен Тима Брука-Тейлора на радио комедийной шоу-викторине «I’m Sorry I Haven’t a Clue» как часть раунда «One Song to the Tune of Another».
Она присутствовала в видеоигре Karaoke Revolution Volume 2 как версия исполненная Патти ЛаБелль.
Песня остается хитовой фирменной песней Патти ЛаБелль

### Список композиций LaBelle
- Labelle 7" сингл #1

1. «Lady Marmalade» — 3:14
2. «It Took a Long Time» — 4:04

- Labelle 7" сингл #2

1. «Lady Marmalade» — 3:14
2. «Space Children» — 3:04

### Чарты Labelle
| Чарт (1974/1975)                         | Наивысшая позиция |
| ---------------------------------------- | ----------------- |
| Austrian Singles Chart                   | 17                |
| Italian Single Chart                     | 5                 |
| Dutch Singles Chart                      | 2                 |
| New Zealand RIANZ Chart                  | 21                |
| UK Singles Chart                         | 17                |
| U.S. Billboard Hot 100                   | 1                 |
| U.S. Billboard Hot R&B/Hip-Hop Songs     | 1                 |
| U.S. Billboard Hot Dance Music/Club Play | 1                 |

## Кавер-версия Сабрины
«Lady Marmalade» также перепета итальянской поп звездой Сабриной — выпущена в 1987 году вторым синглом из альбома Baby Records. В некоторых странах, включая Францию и Нидерланды, песня известна как «Voulez-vous coucher avec moi? (Lady Marmalade)» и выпущена в 1988 году.

### Список композиций Сабрины
7" макси
1. «Lady Marmalade» — 3:55
2. «Boys, Hot Girl, Sexy Girl» (7" megamix) — 4:10

12" макси
1. «Lady Marmalade» (12" remix) — 5:57
2. «Boys, Hot Girl, Sexy Girl» (12" megamix) — 6:04

CD макси
1. «Lady Marmalade» (12" remix) — 6:08
2. «Boys, Hot Girl, Sexy Girl» (megamix) — 6:04
3. «Lady Marmalade» — 3:55

- Ремиксованный Питером Вриндсом, продюсированные Клаудио Секчетто

### Чарты Сабрины
| Чарт (1988)               | Наивысшая позиция |
| ------------------------- | ----------------- |
| Dutch Mega Top 100        | 40                |
| French SNEP Singles Chart | 41                |

## Кавер-версия All Saints
В 1998 году английская поп-группа All Saints записала кавер-версию Marmalade как часть double A-side сингла «Under the Bridge»/«Lady Marmalade». Это третий сингл из их третьего одноимённого дебютного альбома, в нём содержалась кавер-версия"Marmalade" и кавер-версия «Under the Bridge», исполненная Red Hot Chili Peppers; он достиг первого места в официальном UK Top 40, став их вторым синглом номер один. В Европе «Lady Marmalade» выпущен только сингл.
В общей сложности 424,799 синглов распродано в Великобритании, выручкаот продаж пошла на благотворительные нужды больным раком груди.
Версия All Saints содержит отличные от оригинала слова в куплетах, слова в припеве сохранились с оригинальной композиции.
Версия, ремиксованная Тимбалэндом появилась на саундтреке Dr. Dolittle.

### Список композиций All Saints
- All Saints CD макси сингл

1. «Lady Marmalade» (98 mix) — 4:02
2. «Lady Marmalade» (Mark’s Miami Madness mix) — 7:55
3. «Lady Marmalade» (Sharp South Park vocal remix) — 8:09
4. «Lady Marmalade» (Henry & Hayne’s La Jam mix) — 6:47

- All Saints CD 1

1. «Under the Bridge»5.03
2. «Lady Marmalade» 4.04
3. «No More Lies» 4.08
4. «Lady Marmalade» (Henry & Haynes La Jam mix) — 9:23
5. «Under the Bridge» (promo video) 5.00

- All Saints CD 2

1. «Lady Marmalade» (Mark!'s Miami Madness mix) — 7:56
2. «Lady Marmalade» (Sharp South Park vocal remix) — 8:10
3. «Under the Bridge» (Ignorance remix featuring Jean Paul e.s.q) — 4:55
4. «Get Bizzy» — 3:45

### Чарты All Saints
| Чарт (1998)                   | Наивысшая позиция |
| ----------------------------- | ----------------- |
| Australian ARIA Singles Chart | 3                 |
| French Singles Chart          | 28                |
| Swiss Singles Chart           | 45                |
| UK Singles Chart              | 1                 |

## Кавер-версияMoulin Rouge!
В 2001 году «Lady Marmalade» была в попурри к фильму «Мулен Руж!». Для саундтрека к фильму Кристина Агилера, Lil’ Kim, Mýa и P!nk записали кавер-версию, которая выпущена первым синглом с саундтрека весной 2001 года и продюсированна Missy Elliott при содействии Rockwilder. Elliott поёт во вступлении к песне и в концовке, слова отличаются от оригинальной версии, декорации в песне изменены с Нью-Орлеана на парижское кабаре «Мулен Руж».
Песня стала номер один хитом в Billboard Hot 100 во второй раз, достигнув первого места на 8 неделе и проведя 5 недель на верхушке чарта. Это вторая песня в истории чарта Billboard (после сингла 2000 года Aaliyah «Try Again») попавшая на первое место без релиза в основных коммерчески допустимых форматах синглов таких как CD или CD макси сингл. «Marmalade» стал четвёртым американским синглом номер один Агилеры и в первый раз для Kim, Pink и Mya в США. Он остался в истории США в топ-40 17 недель и достиг верхушки чартов в 18 странах, включая Англию и Австралию.
Песня включена в неамериканские версии первого альбома хитов Кристины Агилеры Keeps Gettin' Better: A Decade of Hits и во все версии альбома хитов Lil' Kim Ms. G.O.A.T. (Greatest of All Time).

### КлипMoulin Rouge!
Клип снят Полом Ханетором в конце марта 2001 года при участии четырёх исполнительниц в дамском белье в (Лос-Анджелесовских) декорациях, построенных, чтобы походить на ночной клуб Moulin Rouge на рубеже тысячелетия (1890—1910). Клип выиграл MTV Video Music Award в категории «Лучшее Видео Года» и «Лучшее видео из фильма»; номинирован на «Лучшее танцевальное видео», «Лучшее Поп Видео», «Лучшая хореография» (Тина Ландон) и «Лучшая художественная постановка». Песня выиграла Grammy Award в 2002 году в категории «Лучшее Совместное Поп Вокальное Исполнение». Её поместили на 30 место в список MuchMusic 100 Лучших Клипов.

### Список композицийMoulin Rouge!
CD1
1. «Lady Marmalade» (Radio Edit) — 4:24
2. «Lady Marmalade» (Thunderpuss Club Mix) — 9:35
3. «Lady Marmalade» (Thunderpuss Mixshow Mix) — 6:21
4. «Lady Marmalade» (Клип) — 4:34

CD2 (Remixes)
1. «Lady Marmalade» (Thunderpuss Radio Mix) — 4:09
2. «Lady Marmalade» (ThunderDub) — 8:21
3. «Lady Marmalade» (Thunderpuss Drums) — 3:42
4. «Lady Marmalade» (Thunderpuss Tribe-A-Pella) — 7.42

## Награды
| Год  | Церемония                               | Награда                                    | Результат |
| ---- | --------------------------------------- | ------------------------------------------ | --------- |
| 2001 | Teen Choice Awards                      | Выбор Лета                                 | Победа    |
| 2001 | MTV Video Music Award                   | Видео Года                                 | Победа    |
| 2001 | MTV Video Music Award                   | Лучшее Видео из Фильма                     | Победа    |
| 2001 | MTV Video Music Award                   | Лучшее Поп Видео                           | Номинация |
| 2001 | MTV Video Music Award                   | Лучшее Танцевальное Видео                  | Номинация |
| 2001 | MTV Video Music Award                   | Лучшая Хореография в Видео                 | Номинация |
| 2001 | MTV Video Music Award                   | Лучшая Художественная Постановка в Видео   | Номинация |
| 2001 | TMF Award                               | Лучшее Видео Года                          | Победа    |
| 2001 | Radio Music Awards                      | Песня Года                                 | Победа    |
| 2001 | MTV Europe Music Award                  | Лучшая Песня                               | Номинация |
| 2002 | ASCAP Pop Music Awards                  | Лучшее Видео                               | Победа    |
| 2002 | Billboard Music Award                   | Лучшие Декорации для Видео                 | Победа    |
| 2002 | MTV Asia Awards                         | Любимое видео                              | Номинация |
| 2002 | BMI Awards                              | Лучшая Песня                               | Победа    |
| 2002 | Channel [V] Thailand Music Video Awards | Популярный Дуэт/Групповое Видео            | Победа    |
| 2002 | Grammy Awards                           | Лучшее Совместное Поп Вокальное Исполнение | Победа    |
| 2002 | MTV Japan Video Music Award             | Лучшее Видео из Фильма                     | Победа    |
| 2002 | MVPA Video Award                        | Лучшее Оформление в Видео                  | Победа    |

### ЧартыMoulin Rouge!
| Чарт (2001)                                     | Наивысшая позиция |
| ----------------------------------------------- | ----------------- |
| Australian ARIA Singles Chart                   | 1                 |
| Australian Airplay Chart                        | 1                 |
| Austrian Top 75 Singles                         | 3                 |
| Belgian Top 50 Singles                          | 2                 |
| Canadian Singles Chart                          | 1                 |
| Danish Singles Chart                            | 2                 |
| Dutch Mega Top 100 Singles                      | 1                 |
| French Top 100 Singles                          | 2                 |
| Germany Top 100 Singles                         | 1                 |
| Irish Top 50 Singles                            | 1                 |
| Italian Top 50 Singles                          | 5                 |
| New Zealand RIANZ Top 50 Singles                | 1                 |
| Norway Top 20                                   | 1                 |
| Spanish Top 40                                  | 1                 |
| Swedish Top 60 Singles                          | 1                 |
| Swiss Top 100 Singles                           | 1                 |
| UK Top 40 Singles                               | 1                 |
| U.S. Billboard Hot 100                          | 1                 |
| U.S. Billboard Hot R&B/Hip-Hop Singles & Tracks | 43                |
| U.S. Billboard Hot Dance Music/Club Play        | 3                 |

| End of year chart (2001)        | Наивысшая позиция | Недели в чарте |
| ------------------------------- | ----------------- | -------------- |
| New Zealand RIANZ Singles Chart | 20                | 17             |
| United Kingdom                  | 14                |                |

#### End Of Decade positions
| Чарт (2000—2009) | Позиция |
| ---------------- | ------- |
| UK Singles Chart | 89      |

## Сертификации
| Страна | Сертификат | Продажи |
| ------ | ---------- | ------- |
| Англия | Золото     | 405,000 |

## Другие кавер-версии
- Кавер-версия Кэрол Дубок и Минэй Ноджи использовалась в фильме «Будь круче!» (2005)
- Кавер-версия Бейонсе Ноулз на Academy Award Церемонии (2009)
- Аранжировка The Lost Fingers при участии Нанетт Воркман (2009)
- Песня была перепета в стиле 1930-х Max Raabe und der Palast Orchester (2001)
- Песня была перепета в 2007 девчачьей группой Sugababes и Патти ЛаБелль, они спели песню дуэтом на Swarovski Fashion Rocks
- Песня была перепета актёром Энди Хэллеттом известным по роли демона Лорна в сериале «Ангел»